# George Wombwell

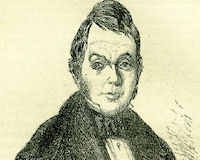
George Wombwell

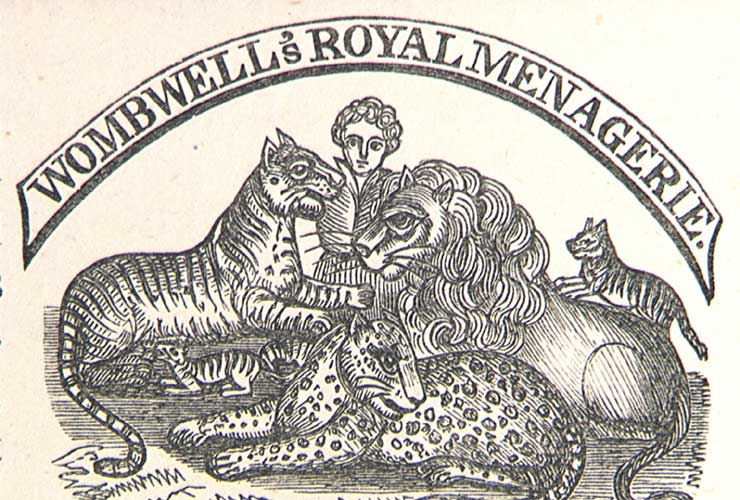
affisch ”Wombwell's Royal Menagerie”

George Wombwell, född 24 december 1777 i Wendon Lofts (Essex), död 16 november 1850 i Northallerton (North Yorkshire), var en berömd engelsk cirkusägare och djurtämjare i början på 1800-talet. Han grundade Wombwell’s Travelling Menagerie som blev det första kringresande djurmenageriet i Storbritannien.

## Biografi
Wombell föddes i området Duddenhoe End i Wendon Lofts nära Saffron Walden som son till James Wombwell och Sarah Rogers. Han utvecklade tidigt ett intresse för djur. 1880 flyttade Wombell till London där han senare började som skomakare.
Kring 1804 köpte han 2 kungsboaormar för 70 guineas av en sjöman i Londons hamn och började visa upp ormarna offentligt. Verksamheten blev lönsam varpå Wombell fortsatte att köpa exotiska djur i hamnen. Han höll sin första utställning på marknaden Bartholomew Fair i stadsdelen Smithfield i City of London och började turnera kring 1805. 1810 startade han Wombwell’s Travelling Menagerie.
1834 höll han en föreställning för kung William IV vilket gav tillägget ”Royal” till verksamheten, 1842 och 1847 höll Wombell även föreställning för prins Albert och drottning Victoria.
Wombell höll sig också med två egna lejon kallad Nero och Wallace, Wallace föddes 1812 i Edinburgh som det första afrikanska lejonet som föddes i England.
Verksamheten växte och 1839 omfattade det kringresande djurmenageriet 15 transportvagnar och en rad olika djur.
Wombell dog 1850 och begravdes på Highgate Cemetery, gravmonumentet pryds av lejonet Nero.